# Reidar Hjermstad
Reidar Hjermstad (ur. 16 października 1937 w Hernes) – norweski biegacz narciarski i biathlonista. Zajął 4. miejsce w biegu na 50 km podczas igrzysk w Sapporo.
W 1971 roku Stensheim otrzymał medal Holmenkollen wraz z Marjattą Kajosmaa oraz Berit Mørdre Lammedal.

## Osiągnięcia

### Igrzyska olimpijskie
| Miejsce | Dzień     | Rok  | Miejscowość | Konkurencja          | Czas biegu | Strata  | Zwycięzca         |
| ------- | --------- | ---- | ----------- | -------------------- | ---------- | ------- | ----------------- |
| 17.     | 10 lutego | 1968 | Grenoble    | 15 km st. klasycznym | 47:54.2    | +2:31.5 | Harald Grønningen |
| 8.      | 17 lutego | 1968 | Grenoble    | 50 km st. klasycznym | 2:28:45.8  | +2:16.0 | Ole Ellefsæter    |
| 4.      | 10 lutego | 1972 | Sapporo     | 50 km st. klasycznym | 2:43:14.7  | +59.8   | Pål Tyldum        |